# سان لورنسو، نارینیو
سان لورنسو، نارینیو (به اسپانیایی: San Lorenzo) یکی از مناطق مسکونی در کلمبیا است که در بخش نارینیو واقع شده‌است. این منطقه بخشی از جنوب غربی کلمبیا بوده و به دلیل طبیعت زیبا و موقعیت جغرافیایی خود شناخته می‌شود. سان لورنسو در ارتفاعی از سطح دریا قرار دارد که آن را برای کشاورزی و فعالیت‌های مرتبط مناسب می‌کند. این منطقه در نزدیکی مرز اکوادور قرار دارد و از فرهنگ و زبان متنوعی برخوردار است.